# Косьо Китипов
Косьо Пройков Китипов е български дипломат. Посланик на България в Южна Корея от ноември 2008 до 2012 г.

## Кариера
- Директор на Дирекция „Европа 1“ в Министерството на външните работи от 2006 до 2008 и председател на политическите директори на ПСЮИЕ от 2007 до 2008
- Посланик в ЮАР от 2001 до 2006
- Посланик в Румъния от 1997 до 2001
- Директор на Дирекция „Западна Европа и Северна Америка“ в Министерството на външните работи от 1993 до 1997
- Посланик в Мароко от 1990 до 1993

## Образование
Има магистърска степен по „Международни отношения“ от МГИМО, Москва, 1970.

## Ордени и отличия
Златен почетен знак на Министерство на външните работи, Командир на Ордена за национални заслуги (Франция), Национален медал за заслуги „Голям кръст“ (Румъния).